# Buddy Johnson (giocatore di football americano)
Devodrick Johnson, detto Buddy (Dallas, 27 febbraio 1999), è un giocatore di football americano statunitense che milita nel ruolo di linebacker per i Dallas Cowboys della National Football League (NFL).

## Carriera

### Pittsburgh Steelers
Johnson al college giocò a football a Texas A&M. Fu scelto nel corso del quarto giro (140º assoluto) nel Draft NFL 2021 dai Pittsburgh Steelers. Debuttò come professionista nella settimana 1 contro i Buffalo Bills giocando negli special team. La sua stagione da rookie si chiuse con 2 tackle in 4 presenze, nessuna delle quali come titolare.

### San Francisco 49ers
Il 5 settembre 2022 Johnson firmò con la squadra di allenamento dei San Francisco 49ers.